# Fletcher (Schiff, 1980)
Die USS Fletcher (DD-992) war ein Zerstörer der United States Navy und gehörte der Spruance-Klasse an. Sie wurde nach Admiral Frank Jack Fletcher benannt.

## Geschichte
DD-992 wurde 1975 in Auftrag gegeben und im April 1978 bei Ingalls Shipbuilding auf Kiel gelegt. Im Juni 1979 lief der Zerstörer vom Stapel, die Indienststellung erfolgte 1980. Die Fletcher wurde daraufhin im Pazifik stationiert.
Erstmals verlegte die Fletcher 1982 in den Pazifik, 1983 wurde der Zerstörer in einer Kampfgruppe mit der New Jersey eingesetzt. In den folgenden Jahren verlegte die Fletcher noch mehrmals in den Pazifik und teilweise über den Indischen Ozean auch in den Persischen Golf. Mitte der 1990er Jahre wurde sie umfassend modernisiert, vor allem wurden die Waffensysteme auf den neuesten Stand gebracht. Sowohl 1998 als auch 2000 nahm das Schiff am Manöver RIMPAC teil, 2000 außerdem an der Übung Arabian Shark im Persischen Golf. Auch 2002 fuhr der Zerstörer an der Seite der Abraham Lincoln im Rahmen der Operation Enduring Freedom und der Operation Iraqi Freedom im Golf.
Am 1. Oktober 2004 wurde die Fletcher außer Dienst gestellt. In Erwägung gezogene Verkäufe an Chile und später Pakistan wurden nie realisiert. Stattdessen wurde die Fletcher als Zielobjekt für RIMPAC 2008 ausgewählt. Im Juli wurde der Zerstörer in die Gewässer vor Hawaii geschleppt und dort am 16. Juli von dem australischen U-Boot HMAS Waller torpediert. Dabei kam erstmals die CBASS-Version des Mark 48 Schwergewichtstorpedos zum Einsatz.